# Joseph-Marc-Marie de Kersauson de Pennendreff
Pour les autres membres de la famille, voir Famille de Kersauson.
Joseph-Marc-Marie de Kersauson de Pennendreff (22 septembre 1798, Plourin - 29 septembre 1882, abbaye Notre-Dame de Timadeuc à Bréhan), est un homme politique français.

## Biographie
Joseph-Marc-Marie de Kersauson de Pennendreff est le fils de Jean-Marie, comte de Kersauson de Pennendreff, garde-marine, maire de Plourin et conseiller général du Finistère, et de Marie-Anne-Guillemette Torrec de Bassemaison.
Il est reçu avocat et entre dans la magistrature sous la Restauration. Juge au tribunal de Brest, il donne sa démission lors des événements de juillet 1830, pour rentrer au barreau, qu'il ne quitte plus jusqu'en 1848.
D'opinion légitimiste, il est nommé, sous Louis-Philippe, membre du conseil municipal de Brest et conseiller d'arrondissement, puis conseiller général du Finistère. Ce département l’appelle le 23 avril 1848 à siéger à l'Assemblée constituante.
Il prend place à droite et fait partie du comité de la marine. Il ne fait pas partie d'autres Assemblées.

## Sources
- « Joseph-Marc-Marie de Kersauson de Pennendreff », dans Adolphe Robert et Gaston Cougny, Dictionnaire des parlementaires français, Edgar Bourloton, 1889-1891 [détail de l’édition]